# Hermann Quarck

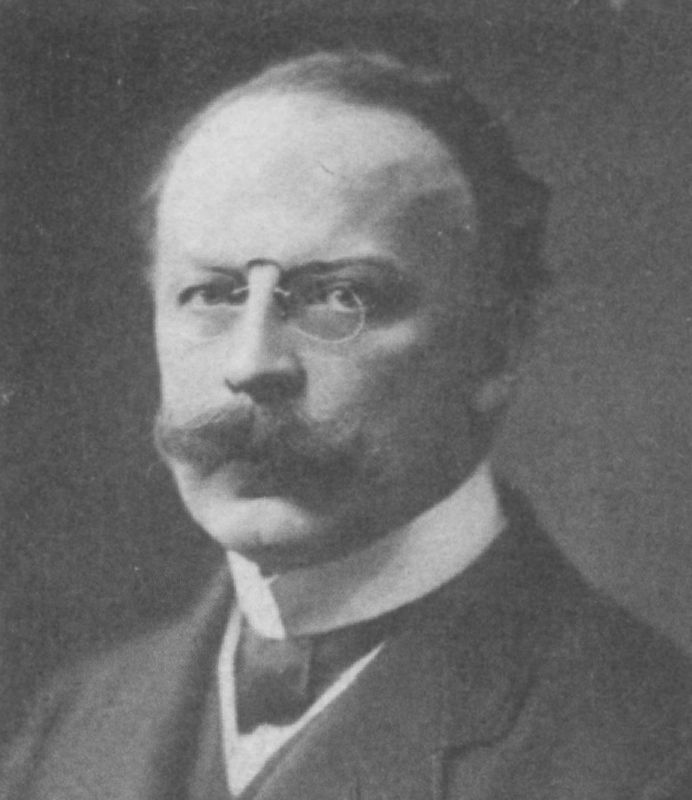
Hermann Quarck als Reichstagsabgeordneter 1912

Carl Hermann Quarck (* 16. August 1873 in Coburg; † 3. August 1932 in Berlin) war ein deutscher Jurist, Beamter und Politiker. Er war Staatsrat und Mitglied des Deutschen Reichstags.

## Leben

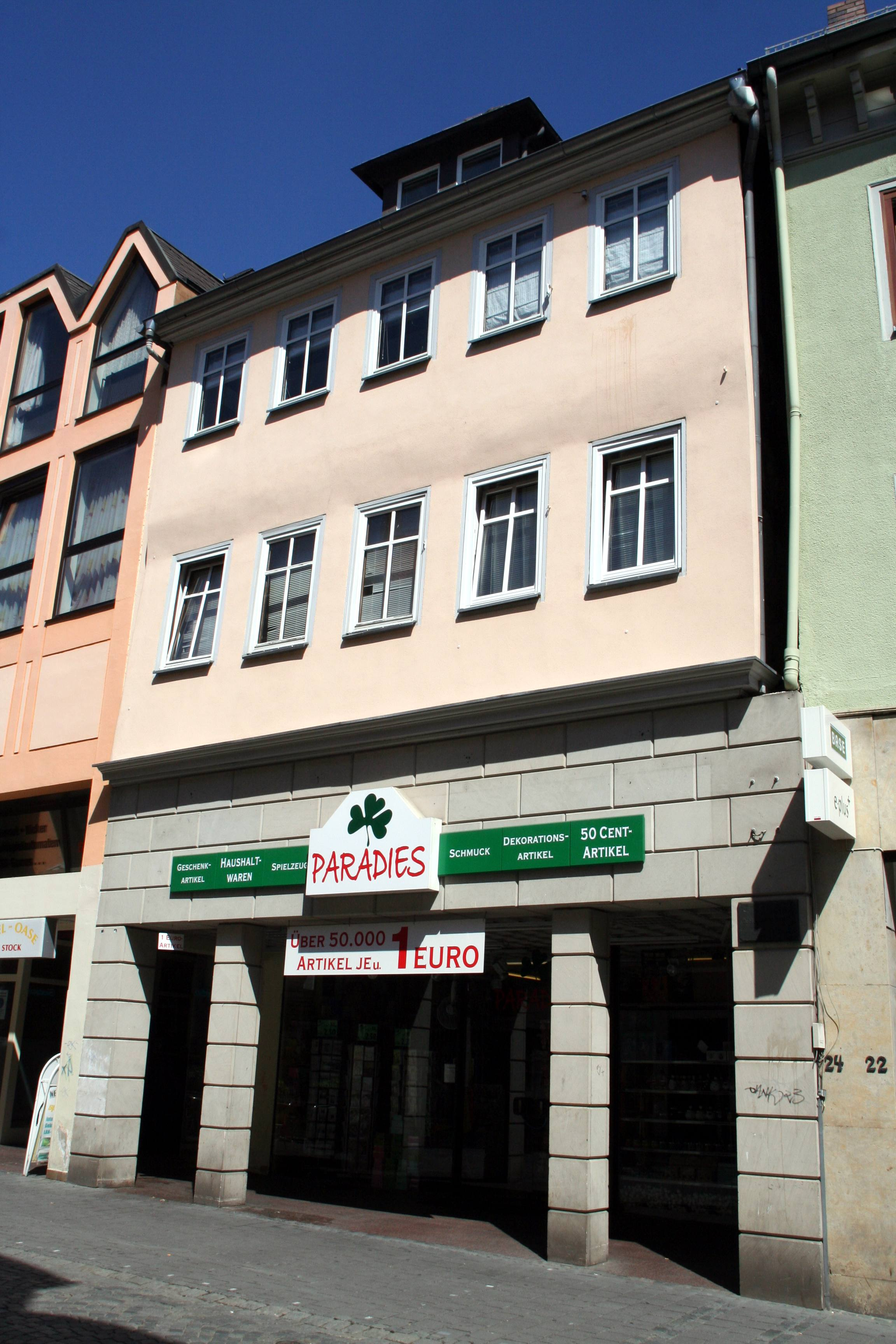
Geburtshaus im Steinweg 24, Coburg mit Gedenktafel

Quarck besuchte von 1883 bis 1892 das Gymnasium Casimirianum in Coburg und studierte Jurisprudenz und Staatswissenschaft in Heidelberg, Berlin und Jena von 1892 bis 1896. Während seines Studiums wurde er 1892 Mitglied der Burschenschaft Allemannia Heidelberg. Ab 1896 war er Referendar am Amtsgericht Coburg, promovierte zum Dr. jur. in Jena, legte das Gerichtsassessorexamen 1901 in Jena ab und war ab dem 17. Juni 1901 bei den Verwaltungsbehörden des Herzogtums Sachsen-Coburg und Gotha beschäftigt. Seit 1906 war er Regierungsrat und Referent in der Ministerialabteilung Gotha, ab dem 1. Januar 1907 in der Abteilung A. des Herzoglichen Staatsministeriums in Coburg, dazwischen ab 1. April 1910 ein halbes Jahr Hilfsreferent im Reichsamt des Innern. 1896–97 diente er als Einjährig-Freiwilliger im 6. Thüringischen Infanterie-Regiment Nr. 95 und war Oberleutnant der Landwehr I. Ausgezeichnet wurde er mit dem Ritterkreuz II. Klasse des Ernestinischen Hausordens.
Er kandidierte 1909 bei der Ersatzwahl im Wahlkreis Coburg nach dem Tode seines Vaters, des Reichstagsabgeordneten und Geheimen Justizrats Burkhardt Quarck, unterlag in der Stichwahl aber dem Sozialdemokraten Fritz Zietsch.
Ab 1912 war er Mitglied des Deutschen Reichstags der Nationalliberalen Partei für den Reichstagswahlkreis Herzogtum Sachsen-Coburg-Gotha 1 Coburg. Dieses Mandat legte er am 23. Mai 1914 nieder.
Ab 1. August 1912 war er Vorstand des Herzoglichen Landratsamts in Coburg mit der Amtsbezeichnung Landrat und ab 1. Juni 1914 mit der Amtsbezeichnung Staatsrat Vorstand der Coburger Ministerialabteilung. Von 1914 bis 1917 nahm Quarck als Hauptmann der Landwehr bei dem Linien-Infanterie-Regiment 71 am Ersten Weltkrieg teil.
Am 10. März 1919 wurde Quarck durch die Coburger Landesversammlung als Mitglied der dreiköpfigen Regierung des Freistaates Coburg gewählt. Bis zu seinem Rücktritt am 2. Juli 1919 war er in Personalunion Vorstand des Staatsministeriums und Vorsitzender der Staatsregierung. In dieser Zeit war er maßgeblich an den Verhandlungen für den Abfindungsvertrag vom 7. Juni 1919 mit dem vormaligen Herzog Carl Eduard und der Gründung der Coburger Landesstiftung beteiligt. Anlass für den Rücktritt war die Nominierung Reinhold Artmanns durch die sozialdemokratische Fraktion, die die Mehrheit in der Landesversammlung hatte, zum Coburger Regierungsvertreter im Staatsrat von Thüringen.
Nach der Vereinigung Coburgs mit Bayern war Quarck ab dem 1. Oktober 1923 bis zu seinem Tod Wirklicher Legationsrat bei der Bayerischen Gesandtschaft in Berlin und Stellvertretender Bevollmächtigter Bayerns beim Reichsrat. Am 1. Dezember 1927 wurde er Geheimer Rat und Leiter der Bayerischen Wirtschaftsstelle in Berlin.